# 4-Karboksimetil-4-metilbutenolidna mutaza
4-Karboksimetil-4-metilbutenolidna mutaza (EC 5.4.99.14, 4-metil-2-enelaktonska izomeraza, 4-metilmukonolaktonska metilizomeraza, 4-metil-3-enelakton metilna izomeraza) je enzim sa sistematskim imenom 4-karboksimetil-4-metilbut-2-en-1,4-olid metilmutaza. Ovaj enzim katalizuje sledeću hemijsku reakciju
4-karboksimetil-4-metilbut-2-en-1,4-olid {\displaystyle \rightleftharpoons } 4-karboksimetil-3-metilbut-2-en-1,4-olid

## Literatura
- Nicholas C. Price; Lewis Stevens (1999). Fundamentals of Enzymology: The Cell and Molecular Biology of Catalytic Proteins (Third изд.). USA: Oxford University Press. ISBN 019850229X.
- Eric J. Toone (2006). Advances in Enzymology and Related Areas of Molecular Biology, Protein Evolution (Volume 75 изд.). Wiley-Interscience. ISBN 0471205036.
- Branden C; Tooze J. Introduction to Protein Structure. New York, NY: Garland Publishing. ISBN 0-8153-2305-0.
- Irwin H. Segel. Enzyme Kinetics: Behavior and Analysis of Rapid Equilibrium and Steady-State Enzyme Systems (Book 44 изд.). Wiley Classics Library. ISBN 0471303097.

## Spoljašnje veze
- 4-carboxymethyl-4-methylbutenolide+mutase на 